# Preuseville
Preuseville – miejscowość i gmina we Francji, w regionie Normandia, w departamencie Sekwana Nadmorska.
Według danych na rok 1990 gminę zamieszkiwało 160 osób, a gęstość zaludnienia wynosiła 18 osób/km² (wśród 1421 gmin Górnej Normandii Preuseville plasuje się na 739. miejscu pod względem liczby ludności, natomiast pod względem powierzchni na miejscu 410.).